# Велешка контрачета
Велешката контрачета е създадена с помощта на българските власти във Вардарска Македония с цел борба срещу комунистическите партизани.
Създадена е през есента на 1942 година по инициатива на Лазо Арсов – Спянеца от Спанчево, Христо Майсторов, Димо Сребрев и други. Състои се от 17 души. Начело на четата застава деецът на Вътрешната македонска революционна организация Пано Манев. Към 1944 четата наброява 46 души. На 4 декември 1942 четата заедно с полиция влиза в сражение при село Папрадище с трета чета на Велешко-прилепския партизански отряд.